# 劉鳳 (永樂進士)
劉鳳（？—？），福建福州府閩縣人，明朝政治人物。

## 生平
永樂十二年（1414年）甲午科福建鄉試舉人，十三年（1415年）乙未科二甲第五十名進士，任鎮寧州知州。